# Sphaerolaimus latilaimus
Sphaerolaimus latilaimus is een rondwormensoort uit de familie van de Sphaerolaimidae. De wetenschappelijke naam van de soort is voor het eerst geldig gepubliceerd in 1958 door Allgén.